# جام والیبال شهبانو ۱۳۵۴
جام والیبال شهبانو ۱۳۵۴ نخستین دوره از جام والیبال شهبانو و نخستین دوره از مسابقات سراسری والیبال زنان در ایران بود که در پاییز و زمستان ۱۳۵۴ در سه مرحله برگزار شد.

## مرحله اول
مسابقات این مرحله در گروه تیم‌های تهرانی و شهرستانی برگزار شد.

### تهران
از گروه تیم‌های تهرانی ۲ تیم دیهیم و صنعت نفت صعود کردند و در کنار تیم‌های اول تا ششم فصل قبل جام باشگاه‌های تهران ۸ تیم تهرانی حاضر در مرحله دوم را تشکیل دادند. این تیم‌هها عبارتند از هما، پاس، تاج، افسر، دیهیم، صنعت نفت، ؟ و پرسپولیس.

### شهرستان‌ها
مسابقات شهرستان‌ها در سه شهر اصفهان، مشهد و اهواز انجام شد. در اصفهان نمایندگان استان‌های اصفهان، چهار محال و بختیاری و کرمان حاضر بودند که نمایندگان اصفهان و چهارمحال و بختیاری به مرحله دوم صعود کردند. در مشهد ۲ تیم تاج گیلان و خانه جوانان مازندران حاضر بودند که هر دو تیم صعود کردند. تیم پاس مشهد قرار بود در این گروه حاضر شود که در مسابقات حاضر نشد. فارس، کرمانشاه و خوزستان در گروه دیگر حاضر بودند که تیم‌های فارس و خوزستان صعود کردند.

## مرحله دوم

تیم تاج در مرحله دوم در گروه تیم‌های تهرانی

در مرحله دوم ۸ تیم تهرانی در تهران و ۵ تیم شهرستانی در اهواز به رقابت پرداختند. از هر ۳ تیم به مرحله نهایی صعود کرد تا تکیف ۶ تیم حاضر در مرحله نهایی مشخص شود.

### تهران
در گروه تیم‌های تهرانی تیم‌های تاج، هما، پاس، پرسپولیس، افسر، دیهیم، صنعت نفت و عقاب حاضر بودند. تیم‌ها تاج، پاس و هما از این گروه صعود کردند.

### شهرستان‌ها
در گروه تیم‌های شهرستانی نیز تیم‌های استان اصفهان، استان خوزستان، تاج گیلان، استان مازندران و استان فارس حاضر بودند. تیم چهار محال و بختیاری با آنکه مجوز حضور در رقابت‌ها را داشت اما در بازی‌ها غایب بود. در پایان ۳ تیم اصفهان، خوزستان و گیلان به مرحله نهایی صعود کردند.

## بازی‌های نهایی

دیدار تیم‌های هما و پاس در مرحله نهایی مسابقات.

شش تیم تاج، هما، پاس،‌ اصفهان، خوزستان و گیلان به این مرحله صعود کردند. قرار بود این مسابقات در اسفند ۱۳۵۴ برگزار شود که به دلیل امتحانات مدارس به اردیبهشت ۱۳۵۵ تعویق افتاد. در اردیبهشت ماه، با انصراف تیم‌های خوزستان و گیلان، این مرحله چهار تیم تاج، هما، پاس و اصفهان به صورت گروهی در ۳ شب (۸، ۹ و ۱۱ اردیبهشت ۱۳۵۵) در سالن شماره ۲ نصیری با یکدیگر مسابقه دادند.
ابتدا در شب ۸ اردیبهشت، تاج ۳-۰ اصفهان را شکست داد و هما ۳-۱ پاس را شکست داد.
در شب دوم هما اصفهان را شکست داد و تاج ۳-۲ پاس را شکست داد. شنبه ۱۱ اردیبهشت، بازی‌های آخر برگزار شد که در آن پاس ۳-۱ اصفهان را شکست داد، اما در بازی دیگر، مربی تاج (حسین بهرام‌صفت) در میانه‌ی بازی خود مقابل هما، تیم خود را بیرون کشید تا به این ترتیب هما بتواند با شکست هر سه رقیب خود قهرمان اولین دوره مسابقات شود. تیم پاس نیز مقام دومی را کسب کرد

## رده‌بندی نهایی
| رتبه | تیم                           |
| ---- | ----------------------------- |
| 1    | هما                           |
| 2    | پاس                           |
| 3    | تاج                           |
| ۴    | تیم والیبال زنان استان اصفهان |

| قهرمان فصل ۱۳۵۴ لیگ برتر ایران |
| ------------------------------ |
| هما نخستین قهرمانی             |

|  |  |

## اعضای تیم‌های برتر
اسامی بازیکنان و کادر فنی تیم قهرمان هما عبارت است از: فهیمه فرمان‌آرا، مینو اشتیاق، مینا فتحی (کاپیتان)، فرزانه فرمان‌آرا، شهلا صفوی، روزا آوانسیان.
اسامی بازیکنان و کادر فنی تیم نایب قهرمان تاج عبارت است از: ‍ناهید حسینی (کاپیتان)، مهوش نامدار، بتول حسین‌پور، حبیبه پاشایی، سودابه مرادی و لینو بیت ملک. اعضای کادر فنی: حسین بهرام‌صفت.
اسامی بازیکنان و کادر فنی تیم سوم پاس عبارت است از: ‍گیتی یگانه (کاپیتان)، مینو میرحیدر، پریوش وکیلی، بهناز رسولی‌نژاد، ثریا یگانه، فروزان عبدی.